# Ryvingen, Antarktis
Ryvingen är en bergstopp i Antarktis. Den ligger i Östantarktis. Norge gör anspråk på området. Toppen på Ryvingen är 2 433 meter över havet.
Terrängen runt Ryvingen är kuperad åt nordost, men åt sydväst är den platt. Trakten är inte befolkad. Närmaste tidigare befolkade plats är Borga forskningsstation, 11,1 kilometer sydväst om Ryvingen.